# Jimmy Hempte
Jimmy Hempte [uitspraak: 'dʒimi 'ɦɛmptə] (Doornik, 24 maart 1982) is een Belgisch voetbalcoach en voormalig betaald voetballer die doorgaans als linksback werd gebruikt. Hempte verdedigde de kleuren van onder andere Excelsior Moeskroen, AA Gent, KV Kortrijk, Roda JC en KV Oostende.

## Spelerscarrière
Hempte speelde ruim 100 wedstrijden in de Belgische hoogste afdeling en ruim 60 in de Nederlandse Eredivise.
Zijn profcarrière startte bij Excelsior Moeskroen. Via omzwervingen bij AA Gent en KV Kortrijk belandde hij in 2010 in het Nederlandse Kerkrade, waar hij voor Roda JC ging voetballen. Na zijn Nederlandse avontuur keerde hij terug naar de Belgische competitie, waar hij bij het pas gepromoveerde KV Oostende tekende.
In de laatste vijf jaar van zijn carrière kwam Hempte uit voor RFC Tournai, RE Acren Lessines, FC Gullegem en RASPB Antoinien. In januari 2020 maakte Hempte bekend dat hij op het einde van het seizoen 2019/20 zijn voetbalschoenen aan de haak zou hangen. Zo lang duurde het niet, want begin februari 2020 werd hij aangesteld als trainer van CS Pays Vert Ostiches-Ath.

## Clubstatistieken
| Seizoen | Club                | Land      | Competitie             | Wed. | Goals |
| ------- | ------------------- | --------- | ---------------------- | ---- | ----- |
| 2001/02 | Excelsior Moeskroen | België    | Jupiler League         | 0    | 0     |
| 2002/03 | AA Gent             | België    | Jupiler League         | 23   | 0     |
| 2003/04 | AA Gent             | België    | Jupiler League         | 13   | 0     |
| 2004/05 | Excelsior Moeskroen | België    | Jupiler League         | 17   | 0     |
| 2005/06 | KV Kortrijk         | België    | Tweede Klasse          | 28   | 0     |
| 2006/07 | KV Kortrijk         | België    | Tweede Klasse          | 12   | 1     |
| 2007/08 | KV Kortrijk         | België    | Tweede Klasse          | 34   | 3     |
| 2008/09 | KV Kortrijk         | België    | Jupiler Pro League     | 24   | 3     |
| 2009/10 | KV Kortrijk         | België    | Jupiler Pro League     | 34   | 1     |
| 2010/11 | Roda JC             | Nederland | Eredivisie             | 30   | 5     |
| 2011/12 | Roda JC             | Nederland | Eredivisie             | 26   | 0     |
| 2012/13 | Roda JC             | Nederland | Eredivisie             | 11   | 0     |
| 2013/14 | KV Oostende         | België    | Jupiler Pro League     | 24   | 0     |
| 2014/15 | KV Oostende         | België    | Jupiler Pro League     | 1    | 0     |
| 2015/16 | RFC Tournai         | België    | Vierde klasse B        |      |       |
| 2016/17 | RE Acren            | België    | Derde klasse amateurs  |      |       |
| 2017/18 | FC Gullegem         | België    | Tweede klasse amateurs |      |       |
| 2018/19 | FC Gullegem         | België    | Tweede klasse amateurs |      |       |
| 2019/20 | RASPB Antoinien     | België    | Eerste Prov. Heneg     |      |       |
| Totaal  | Totaal              | Totaal    | Totaal                 | 277  | 13    |

## Trainerscarrière
In oktober 2015 werd Hempte na het ontslag van Gaëtan Mulnard gepromoveerd tot speler-trainer van RFC Tournai, waar hij toen nog maar een paar maanden aan de slag was als speler. De fusieclub eindigde dat seizoen veertiende op zestien clubs en werd na de competitiehervorming van 2016 ondergebracht in Derde klasse amateurs. In augustus 2016 maakte de club een einde aan de samenwerking.
In het seizoen 2018/19 was Hempte, op dat moment ook nog steeds actief als voetballer, actief als beloftencoach van Royal Excel Moeskroen, de geestelijke opvolger van zijn opleidingsclub Excelsior Moeskroen. In 2019 werd hij in deze functie opgevolgd door Lionel Vitrant.
Begin februari 2020 werd Hempte aangesteld als trainer van CS Pays Vert Ostiches-Ath. De club verkeerde op dat moment in degradatienood in Derde klasse amateurs. Hempte debuteerde met een 1-2-nederlaag tegen Stade Brainois, maar pakte vervolgens 6 op 9 tegen Wavre Sports, RFC Rapid Symphorinois en RSD Jette. Hierna werd de competitie vroegtijdig stopgezet vanwege de coronapandemie, waardoor de club in Derde klasse amateurs bleef.
Na een quasi blanco seizoen 2020/21 – vanwege de coronapandemie werd het seizoen na vier speeldagen stopgezet – eindigde Pays Vert Ostiches-Ath in het seizoen 2021/22 tiende op vijftien clubs, weliswaar met vijftien punten meer dan barragist Gosselies Sports. Hempte begon ook het seizoen 2022/23 als trainer van de Henegouwers, maar maakte in september 2022 de overstap naar KV Kortrijk, waar hij aan de slag ging als T2. Na het ontslag van Adnan Čustović in november 2022 bleef Hempte ook dienen onder Bernd Storck en Edward Still. Bij de komst van Glen De Boeck in oktober 2023 werd de samenwerking tussen Hempte en KV Kortrijk stopgezet.
In maart 2024 werd Hempte aangesteld als hoofdtrainer van zijn ex-club Royal Entente Acren Lessines, die op negen speeldagen van het einde op de hoogste degradatieplaats van de Tweede afdeling ACFF stond en daarom Fabrice Milone had ontslagen. Hempte debuteerde als REAL-trainer met een 0-2-zege bij RUS Binche, waardoor de club naar de vijftiende plaats klom, maar REAL pakte vervolgens 0 op 9. Met nog vijf speeldagen te gaan bleef REAL desondanks slechts twee punten onder de degradatiestreep. Intussen was al duidelijk geworden dat RFC Warnant op het einde van het seizoen vrijwillig zou zakken, maar dat was op dat moment nog niet zeker. REAL sloot het seizoen nog af met 7 op 15, maar raakte niet meer van de zestiende plaats af. De club bleef welisaar in de Tweede afdeling, want Warnant koos uiteindelijk effectief voor een vrijwillige degradatie naar Vierde provinciale.
Hempte begon ook het seizoen 2024/25 met REAL, waar hij met 15 op 27 aan het nieuwe seizoen begon. Eind oktober 2024 stapte hij echter over naar reeksgenoot La Louvière Centre, dat een promotie naar Eerste nationale ambieerde maar slechts acht punten had gesprokkeld in de eerste negen competitiewedstrijden.